# Vapula

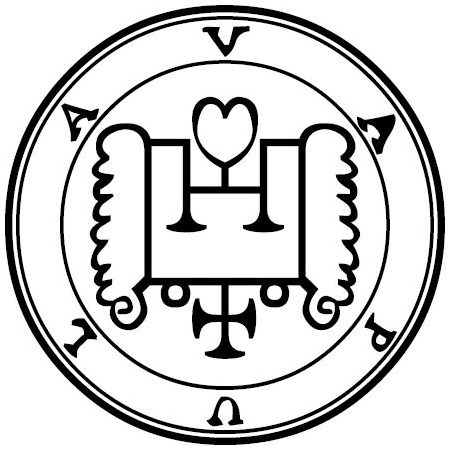
Le sceau de Vapula selon Mathers.

Vapula, Nappula ou Naphula est un démon issu des croyances de la goétie, science occulte de l'invocation d'entités démoniaques. 
Le Lemegeton le mentionne en 60e position de sa liste de démons. Selon cet ouvrage, Vapula possède le titre de duc. On le représente en général sous la forme d'un lion avec des ailes d'aigle ou de griffon. On l'invoque pour acquérir des connaissances savantes dans divers métiers ou le don de philosophie. Il domine les personnes insubordonnées et têtues et commande 36 légions infernales.
La Pseudomonarchia Daemonum le mentionne en 59e position de sa liste de démons et lui attribue des caractéristiques similaires.